# Leopardi (cratère)
Leopardi est un cratère de Mercure. Il a un diamètre de 71,45 kilomètres. Son nom a été approuvé par l'Union astronomique internationale en 1976. Leopardi a été nommé pour l'écrivain italien Giacomo Leopardi, qui a vécu de 1798 à 1837.

## Source de la traduction
- (en) Cet article est partiellement ou en totalité issu de l’article de Wikipédia en anglais intitulé « Leopardi (crater) » (voir la liste des auteurs).